# Неврастенік (амплуа)
Неврастенік (амплуа) - сценічне амплуа; актор, що виконує ролі хворобливо-нервових, неврівноважених, безвільних людей, які легко підпадають під різні впливи й настрої, перебувають у стані гострої душевної кризи. Виникло в XIX столітті.
До «Неврастеніків» належать, наприклад, ролі: Освальд («Примара»), Йоганнес («Самотні» Гауптмана), Розкольников («Злочин і кара» за Достоєвським) та ін.
Серед найбільш відомих виконавців ролей "Неврастеніки" — П.М. Орленьов, М. М. Ходотов, М. О. Чехов, Е. Цакконі та ін.